# Чемпіонат світу з футболу 2014 (кваліфікаційний раунд, УЄФА, група A)
Кваліфікаційний раунд чемпіонату світу з футболу 2014 в зоні УЄФА у Групі A визначив учасника ЧС-2014 у Бразилії від УЄФА. Ним стала збірна Бельгії, а Хорватія вийшла до стадії плей-оф кваліфікаційного раунду.

## Турнірна таблиця
| М  | Команда            | І  | В | Н | П | МЗ | МП | РМ  | О  |
| -- | ------------------ | -- | - | - | - | -- | -- | --- | -- |
| 1. | Бельгія            | 10 | 8 | 2 | 0 | 18 | 4  | +14 | 26 |
| 2. | Хорватія           | 10 | 5 | 2 | 3 | 12 | 9  | +3  | 17 |
| 3. | Сербія             | 10 | 4 | 2 | 4 | 18 | 11 | +7  | 14 |
| 4. | Шотландія          | 10 | 3 | 2 | 5 | 8  | 12 | −4  | 11 |
| 5. | Уельс              | 10 | 3 | 1 | 6 | 9  | 20 | −11 | 10 |
| 6. | Північна Македонія | 10 | 2 | 1 | 7 | 7  | 16 | −9  | 7  |

## Результати
Розклад матчів був визначений на зустрічі у Брюсселі, Бельгія 23 листопада 2011 року.
| 7 вересня 2012 20:15 UTC+2 |

| Хорватія   | 1 – 0           | Північна Македонія |
| ---------- | --------------- | ------------------ |
| Єлавич 69' | Протокол(англ.) |                    |

| Максимір, Загреб Арбітр: Алон Єфет (Ізраїль) |

| 7 вересня 2012 19:45 UTC+1 |

| Уельс | 0 – 2           | Бельгія                   |
| ----- | --------------- | ------------------------- |
|       | Протокол(англ.) | Компані 41' Вертонген 83' |

| Кардіфф Сіті Стедіум, Кардіфф Арбітр: Стефан Йоганнессон (Швеція) |

| 8 вересня 2012 15:00 UTC+1 |

| Шотландія | 0 – 0           | Сербія |
| --------- | --------------- | ------ |
|           | Протокол(англ.) |        |

| Гемпден-Парк, Глазго Арбітр: Йонас Ерікссон (Швеція) |

| 11 вересня 2012 20:30 UTC+2 |

| Сербія                                                                  | 6 – 1           | Уельс    |
| ----------------------------------------------------------------------- | --------------- | -------- |
| Коларов 16' Тошич 24' Джуричич 39' Тадич 55' Іванович 80' Сулеймані 90' | Протокол(англ.) | Бейл 31' |

| Кароджордже, Новий Сад Глядачів: 11 300 Арбітр: Дуарте Гомеш (Португалія) |

| 11 вересня 2012 20:45 UTC+2 |

| Бельгія     | 1 – 1  | Хорватія   |
| ----------- | ------ | ---------- |
| Жиллє 45+1' | Report | Перишич 6' |

| Стадіон імені короля Бодуена, Брюссель Глядачів: 43 000 Арбітр: Альберто Ундіано Мальєнко (Іспанія) |

| 11 вересня 2012 20:00 UTC+1 |

| Шотландія  | 1 – 1           | Північна Македонія |
| ---------- | --------------- | ------------------ |
| Міллер 44' | Протокол(англ.) | Новескі 11'        |

| Гемпден-Парк, Глазго Глядачів: 32 430 Арбітр: Сергій Карасьов (Росія) |

| 12 жовтня 2012 20:30 UTC+2 |

| Північна Македонія | 1 – 2           | Хорватія                |
| ------------------ | --------------- | ----------------------- |
| Ібраїмі 16'        | Протокол(англ.) | Чорлука 33' Ракитич 61' |

| Арена Філіппа II Македонського, Скоп'є Арбітр: Петер Расмуссен (Данія) |

| 12 жовтня 2012 20:30 UTC+2 |

| Сербія | 0 – 3           | Бельгія                                  |
| ------ | --------------- | ---------------------------------------- |
|        | Протокол(англ.) | Бентеке 34' Де Брейне 68' Міральяс 90+1' |

| Црвена Звезда, Белград Арбітр: Павел Краловець (Чехія) |

| 12 жовтня 2012 19:45 UTC+1 |

| Уельс                | 2 – 1           | Шотландія    |
| -------------------- | --------------- | ------------ |
| Бейл 81' (пен.), 89' | Протокол(англ.) | Моррісон 27' |

| Кардіфф Сіті Стедіум, Кардіфф Арбітр: Флоріан Маєр (Німеччина) |

| 16 жовтня 2012 20:00 UTC+2 |

| Хорватія                  | 2 – 0           | Уельс |
| ------------------------- | --------------- | ----- |
| Манджукич 27' Едуардо 57' | Протокол(англ.) |       |

| Градскі врт, Осієк Глядачів: 17 500 Арбітр: Александру Тудор (Румунія) |

| 16 жовтня 2012 20:30 UTC+2 |

| Північна Македонія | 1 – 0           | Сербія |
| ------------------ | --------------- | ------ |
| Ібраїмі 59' (пен.) | Протокол(англ.) |        |

| Арена Філіппа II Македонського, Скоп'є Глядачів: 26 181 Арбітр: Бас Нейгуйс (Нідерланди) |

| 16 жовтня 2012 20:45 UTC+2 |

| Бельгія                 | 2 – 0           | Шотландія |
| ----------------------- | --------------- | --------- |
| Бентеке 68' Компані 71' | Протокол(англ.) |           |

| Стадіон імені короля Бодуена, Брюссель Глядачів: 44 132 Арбітр: Том Гаральд Гаген (Норвегія) |

| 22 березня 2013 18:00 UTC+1 |

| Хорватія               | 2 – 0           | Сербія |
| ---------------------- | --------------- | ------ |
| Манджукич 23' Олич 37' | Протокол(англ.) |        |

| Максимір, Загреб Глядачів: 35 700 Арбітр: Джюнейт Чакир (Туреччина) |

| 22 березня 2013 20:45 UTC+1 |

| Північна Македонія | 0 – 2           | Бельгія                       |
| ------------------ | --------------- | ----------------------------- |
|                    | Протокол(англ.) | Де Брейне 26' Азар 62' (пен.) |

| Арена Філіппа II Македонського, Скоп'є Глядачів: 20 000 Арбітр: Деніц Айтекін (Німеччина) |

| 22 березня 2013 20:00 UTC±0 |

| Шотландія   | 1 – 2           | Уельс                            |
| ----------- | --------------- | -------------------------------- |
| Генлі 45+2' | Протокол(англ.) | Ремзі 72' (пен.) Робсон-Кану 74' |

| Гемпден-Парк, Глазго Глядачів: 39 365 Арбітр: Антоні Готьє (Франція) |

| 26 березня 2013 20:30 UTC+1 |

| Сербія            | 2 – 0           | Шотландія |
| ----------------- | --------------- | --------- |
| Джуричич 60', 65' | Протокол(англ.) |           |

| Караджордже, Новий Сад Арбітр: Іштван Вад (Угорщина) |

| 26 березня 2013 20:45 UTC+1 |

| Бельгія  | 1 – 0           | Північна Македонія |
| -------- | --------------- | ------------------ |
| Азар 63' | Протокол(англ.) |                    |

| Стадіон імені короля Бодуена, Брюссель Арбітр: Олегаріу Бенкеренса (Португалія) |

| 26 березня 2013 19:45 UTC±0 |

| Уельс           | 1 – 2           | Хорватія               |
| --------------- | --------------- | ---------------------- |
| Бейл 21' (пен.) | Протокол(англ.) | Ловрен 77' Едуардо 87' |

| Ліберті Стедіум, Свонсі Арбітр: Лука Банті (Італія) |

| 7 червня 2013 20:15 UTC+2 |

| Хорватія | 0 – 1           | Шотландія     |
| -------- | --------------- | ------------- |
|          | Протокол(англ.) | Снодграсс 26' |

| Максимір, Загреб Арбітр: Давід Фернандес Борбалан (Іспанія) |

| 7 червня 2013 20:45 UTC+2 |

| Бельгія                    | 2 – 1           | Сербія      |
| -------------------------- | --------------- | ----------- |
| Де Брейне 13' Феллаїні 60' | Протокол(англ.) | Коларов 87' |

| Стадіон імені короля Бодуена, Брюссель Арбітр: Стефан Ланнуа (Франція) |

| 6 вересня 2013 19:00 UTC+2 |

| Північна Македонія                | 2 – 1           | Уельс            |
| --------------------------------- | --------------- | ---------------- |
| Тричковський 21' Трайковський 80' | Протокол(англ.) | Ремзі 39' (пен.) |

| Арена Філіппа II Македонського, Скоп'є Глядачів: 13 000 Арбітр: Саша Кевер (Швейцарія) |

| 6 вересня 2013 20:45 UTC+2 |

| Сербія       | 1 – 1           | Хорватія      |
| ------------ | --------------- | ------------- |
| Митрович 66' | Протокол(англ.) | Манджукич 53' |

| Црвена Звезда, Белград Глядачів: 35 000 Арбітр: Фелікс Брих (Німеччина) |

| 6 вересня 2013 20:00 UTC+1 |

| Шотландія | 0 – 2           | Бельгія                |
| --------- | --------------- | ---------------------- |
|           | Протокол(англ.) | Дефур 38' Міральяс 88' |

| Гемпден-Парк, Глазго Глядачів: 36 000 Арбітр: Паоло Тальявенто (Італія) |

| 10 вересня 2013 20:30 UTC+2 |

| Північна Македонія | 1 – 2           | Шотландія          |
| ------------------ | --------------- | ------------------ |
| Костовський 84'    | Протокол(англ.) | Аня 60' Мелоні 89' |

| Арена Філіппа II Македонського, Скоп'є Глядачів: 16 000 Арбітр: Фреді Фотрель (Франція) |

| 10 вересня 2013 19:45 UTC+1 |

| Уельс | 0 – 3           | Сербія                                 |
| ----- | --------------- | -------------------------------------- |
|       | Протокол(англ.) | Джорджевич 8' Коларов 38' Маркович 55' |

| Кардіфф Сіті Стедіум, Кардіфф Глядачів: 7 500 Арбітр: Шимон Марчиняк (Польща) |

| 11 жовтня 2013 18:00 UTC+2 |

| Хорватія     | 1 – 2           | Бельгія         |
| ------------ | --------------- | --------------- |
| Краньчар 83' | Протокол(англ.) | Лукаку 15', 38' |

| Максимір, Загреб Арбітр: Говард Вебб (Англія) |

| 11 жовтня 2013 19:45 UTC+1 |

| Уельс    | 1 – 0           | Північна Македонія |
| -------- | --------------- | ------------------ |
| Черч 67' | Протокол(англ.) |                    |

| Кардіфф Сіті Стедіум, Кардіфф Арбітр: Сурен Баліян (Вірменія) |

| 15 жовтня 2013 20:30 UTC+2 |

| Сербія                                                           | 5 – 1           | Північна Македонія |
| ---------------------------------------------------------------- | --------------- | ------------------ |
| Ристовський 16' (аг) Баста 19' Коларов 38' Тадич 54' Щепович 74' | Протокол(англ.) | Яхович 83'         |

| Стадіон Ягодина, Ягодина Арбітр: Річард Трутц (Словаччина) |

| 15 жовтня 2013 21:00 UTC+2 |

| Бельгія       | 1 – 1           | Уельс     |
| ------------- | --------------- | --------- |
| Де Брейне 64' | Протокол(англ.) | Ремзі 88' |

| Стадіон імені короля Бодуена, Брюссель Арбітр: Сергій Карасьов (Росія) |

| 15 жовтня 2013 20:00 UTC+1 |

| Шотландія                 | 2 – 0           | Хорватія |
| ------------------------- | --------------- | -------- |
| Снодграсс 29' Нейсміт 73' | Протокол(англ.) |          |

| Гемпден-Парк, Глазго Арбітр: Овідіу Гацеган (Румунія) |

## Бомбардири
4 голи
| - Кевін Де Брейне | - Александар Коларов | - Гарет Бейл |

3 голи
| - Філіп Джуричич | - Аарон Ремзі | - Маріо Манджукич |

2 голи
| - Еден Азар - Крістіан Бентеке - Венсан Компані | - Ромелу Лукаку - Кевін Міральяс - Агім Ібраїмі | - Душан Тадич - Едуардо да Сілва - Роберт Снодграсс |